# Anil Kumar Das
Anil Kumar Das (Kinsura Hoogly, 1º febbraio 1902 – Hyderabad, 18 febbraio 1961) è stato un astronomo indiano.

## Biografia
Dopo la Laurea (Master of Science) conseguita presso l’Università di Calcutta studiò spettroscopia con Charles Fabry alla Sorbona di Parigi. Dopo aver ottenuto il dottorato fu a Gottinga dove lavorò con Max Born presso l’Institut für Theoretische Physik e successivamente con Gustav Augenheister presso il Geophysikalisches Institut e per un breve periodo al Solar Physics Observatory di Cambridge. Si impiegò successivamente presso l’Indian Meteorological Department nel  1930 per poi trasferirsi nel 1937 presso l'osservatorio Kodaikanal come vice direttore e come direttore dal 1946 e dove rimase fino al suo pensionamento nel 1960.

## Contributi scientifici
La maggior parte dei suoi contributi scientifici furono nel campo della fisica solare soprattutto come sperimentatore nello studio spettrofotometrico delle macchie solari e della cromosfera. Contribuì in modo significativo allo sviluppo della strumentazione presente presso l’Osservatorio Kodaikanal e alla crescita di numerosi giovani ricercatori. Fece parte della Unione Astronomica Internazionale.

## Onorificenze
- Membro (Fellow) del National Institute of Sciences of India[1][2]
- Fellow della Royal Astronomical Society nel 1935[1][2]
- Il cratere lunare Das[3] dedicatogli dall'UAI